# MHC Bemmel 800
Mixed Hockey Club Bemmel 800 is een hockeyclub uit het Nederlandse Bemmel. De vereniging telt ruim 800 leden en is opgericht op 16 mei 1978 tijdens het 800-jarig bestaan van Bemmel. De club is gevestigd op het "Sportpark Ressen" te Ressen. Met de uitbreiding van Nijmegen richting het noorden (Waalsprong), telt de club steeds meer leden vanuit Nijmegen Noord en Lent.

## Accommodatie
De club heeft de beschikking over twee watervelden, een semi-waterveld, en een half zand-ingestrooid kunstgrasveld en een clubhuis welke gelegen zijn op "Sportpark Ressen" te Ressen in de gemeente Lingewaard.

## Teams
In het seizoen 2021/22 kwamen zowel het eerste heren- als het eerste damesteam uit in de Tweede klasse.
Heren 1 promoveerde aan het eind van seizoen 2021/22 en heeft het seizoen 2022/23 in de Eerste klasse gespeeld. Het seizoen 2023/24 is het team weer gedegradeerd naar de Tweede klasse waar het in het seizoen 2024/25 nog steeds speelt.
Na jaren in de tweede klasse te hebben gespeeld, is het Dames 1 team gepromoveerd naar de Eerste klasse voor het seizoen 2024/25.   